# En el sendero
En el sendero es el séptimo álbum de estudio de la banda argentina de reggae Dread Mar-I, que fue lanzado el 16 de septiembre del año 2014. El álbum cuenta con 15 temas, más un par de canciones extras.

## Lista de canciones
Toda la música compuesta por Dread Mar-I. 
| N.º   | Título                      | Duración |  |
| 1.    | «De que me vas a Hablar»    | 3:19     |  |
| 2.    | «Entre tus brazos»          | 3:19     |  |
| 3.    | «Esquivando el surco»       | 3:31     |  |
| 4.    | «Nadie dijo»                | 3:30     |  |
| 5.    | «Laberintos»                | 4:16     |  |
| 6.    | «Donde vive un sentimiento» | 3:20     |  |
| 7.    | «No te asustes ahora»       | 2:41     |  |
| 8.    | «No me digas nada»          | 2:51     |  |
| 9.    | «Nada»                      | 4:12     |  |
| 10.   | «Están planeando algo»      | 3:16     |  |
| 11.   | «Alguna lección»            | 3:55     |  |
| 12.   | «Lavándote las manos»       | 3:05     |  |
| 13.   | «Las heridas»               | 4:46     |  |
| 14.   | «No encuentro el norte»     | 3:46     |  |
| 15.   | «Que hago yo»               | 3:11     |  |
| 16.   | «La vida pensando»          | 2:37     |  |
| 17.   | «Mantenerse en pie»         | 2:57     |  |
| 58:55 |                             |          |  |

## Posicionamiento en listas

### Mensuales
| Listas (2014)     | Mejor posición |
| ----------------- | -------------- |
| Argentina (CAPIF) | 2              |